# Nissan NV200
El Nissan NV200 es un vehículo comercial ligero producido por el fabricante japonés Nissan desde 2009. La versión monovolumen se conoce como Nissan Evalia.

## Historia
Fue presentado como NV200 Concept en el Salón del Automóvil de Tokio de 2007. El 21 de mayo de 2009 se lanzó en Japón como Nissan NV200 Vanette y en otoño de 2009 en Europa.
En abril de 2010 fue galardonado como furgoneta del año (Van of the Year 2010) por la revista Professional Van and Light Truck Magazine.
Desde junio de 2010 Nissan en asociación con Dongfeng Motor fabrica en China el NV200.
Desde 2012 se fabrica como monovolumen con el nombre de "Evalia", y tiene versiones de 5 y 7 plazas en gasolina y diésel.

## Taxi de Nueva York
La ciudad de Nueva York convocó el concurso New York City's Taxi of Tomorrow (el taxi del futuro de Nueva York) para diseñar el taxi para los siguientes años.
Nissan comenzó en 2008 el diseño y recabó opiniones de taxistas y usuarios.
Realizó un prototipo con estas características:
- Suelo plano antideslizante sin abultamiento central.
- Mampara integrada de serie.
- Tapicería antibacterias.
- Filtros de carbón integrado dentro del habitáculo para eliminar olores.
- Techo panorámico.
- Conectores USB para los usuarios.
- Posibilidad de instalación de rampa para sillas de ruedas.
- Espacio para las rodillas superior a los modelos actuales.
- Climatización separada para los usuarios.
- Taxímetro y sistemas de flotas integrados en el salpicadero.
- Puertas traseras deslizantes.

En el concurso quedaron finalistas el Karsan V-1, el Ford Transit Connect y el Nissan NV200.
En mayo de 2011 fue declarado ganador del concurso y será el suministrador de los 13 000 taxis amarillos de Nueva York durante 10 años, comenzando hacia octubre de 2013. Los primeros serán con motores de combustión interna y más adelante habrá versiones híbridas y eléctricas.

## Versión eléctrica

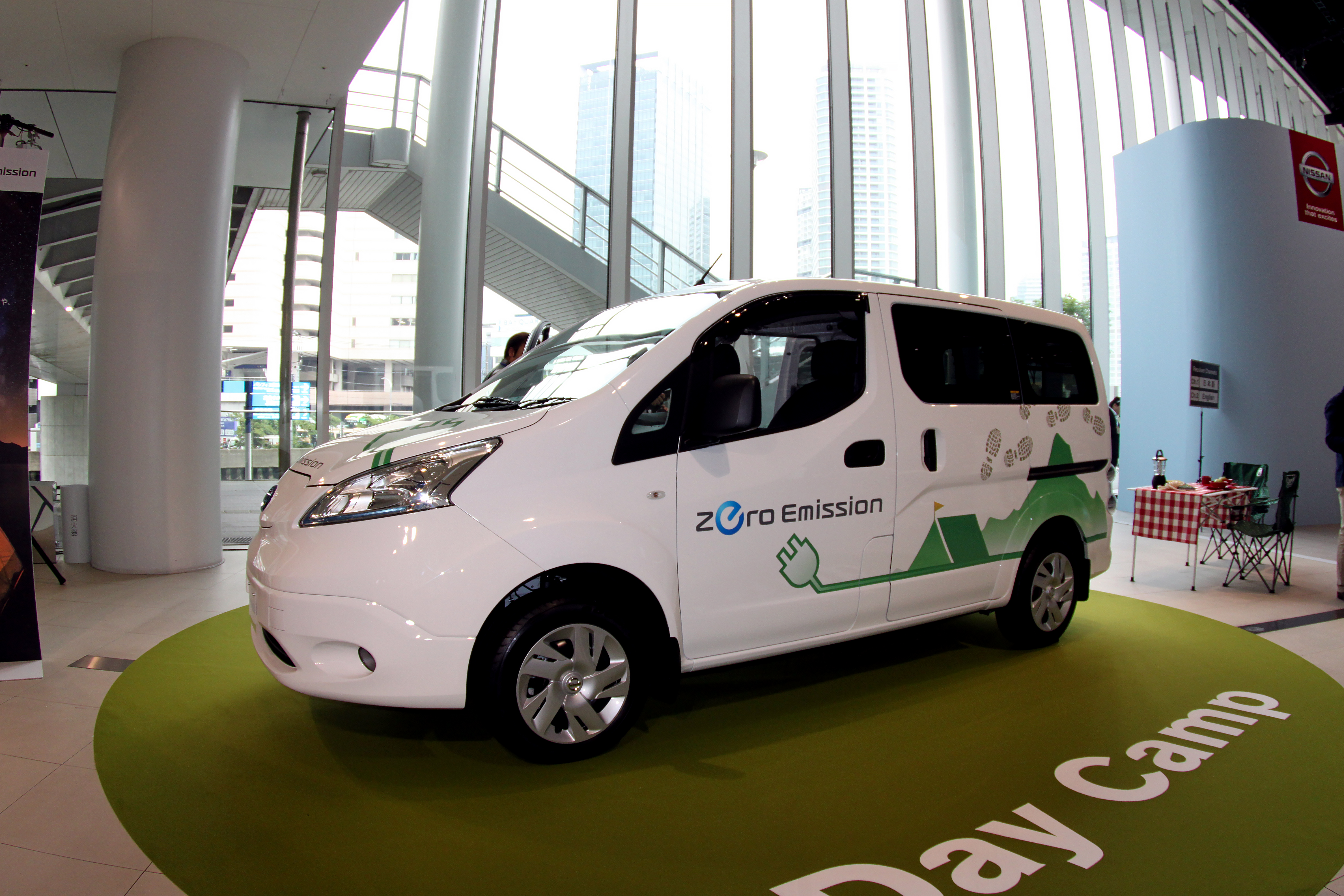
Nissan e-NV200

El Nissan e-NV200 tiene un motor de 80 kW que le proporciona una potencia de 107 CV. La velocidad máxima es de 120 km/h, acelera de 0 a 100 km/h en 14 segundos y la batería de 24 kWh le proporciona una autonomía de aproximadamente 150 km.

## Videos NV200
Taxi de Nueva York. 2014 Nissan NV200 Taxi of Tomorrow. Nissan. Consultado el 3 de mayo de 2013.
Taxi de Nueva York. Presentación. 2012 Nissan NV200 NY Taxi. Nissan. Consultado el 3 de mayo de 2013.
Taxi de Nueva York. Maqueta y opiniones. 2014 Nissan NV200 Taxi B-Roll. Nissan. Consultado el 3 de mayo de 2013.
Taxi Nueva York. Ventajas. Nissan Taxi of Tomorrow - 2012 New York Auto Show. CarMD.com. Consultado el 3 de mayo de 2013.
Taxi de Nueva York. Prueba del New York Times. New York Times review of New York City Cab Of The Future by John McDonagh. NYC. Consultado el 3 de mayo de 2013.
Taxi de Nueva York. Con rampa para silla de ruedas. 2013 Nissan - Taxi of Tomorrow with Accessibility Options Now on Stage at the NYIAS. Nissan. Consultado el 3 de mayo de 2013.
Taxi de Nueva York. Señalización. Vid Fix EXCLUSIVE: 'NYC Taxi of Tomorrow 2013'. NewYorkNatives. Consultado el 3 de mayo de 2013.
Taxi de Londres. New Nissan NV200 London Taxi 'Black Cab'. YourCarPress. Consultado el 3 de mayo de 2013.

## Galería de fotos

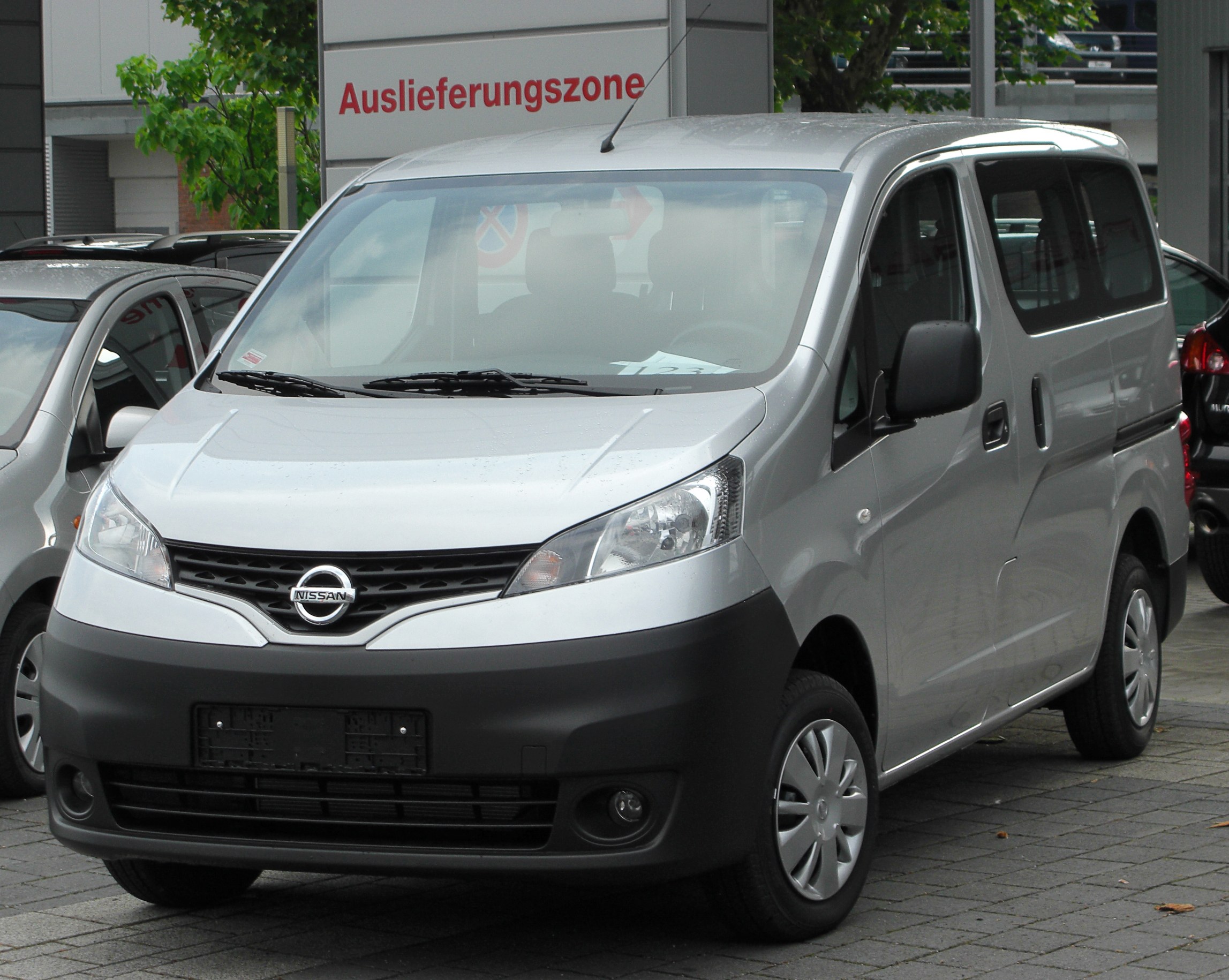
Nissan NV200 Minibus
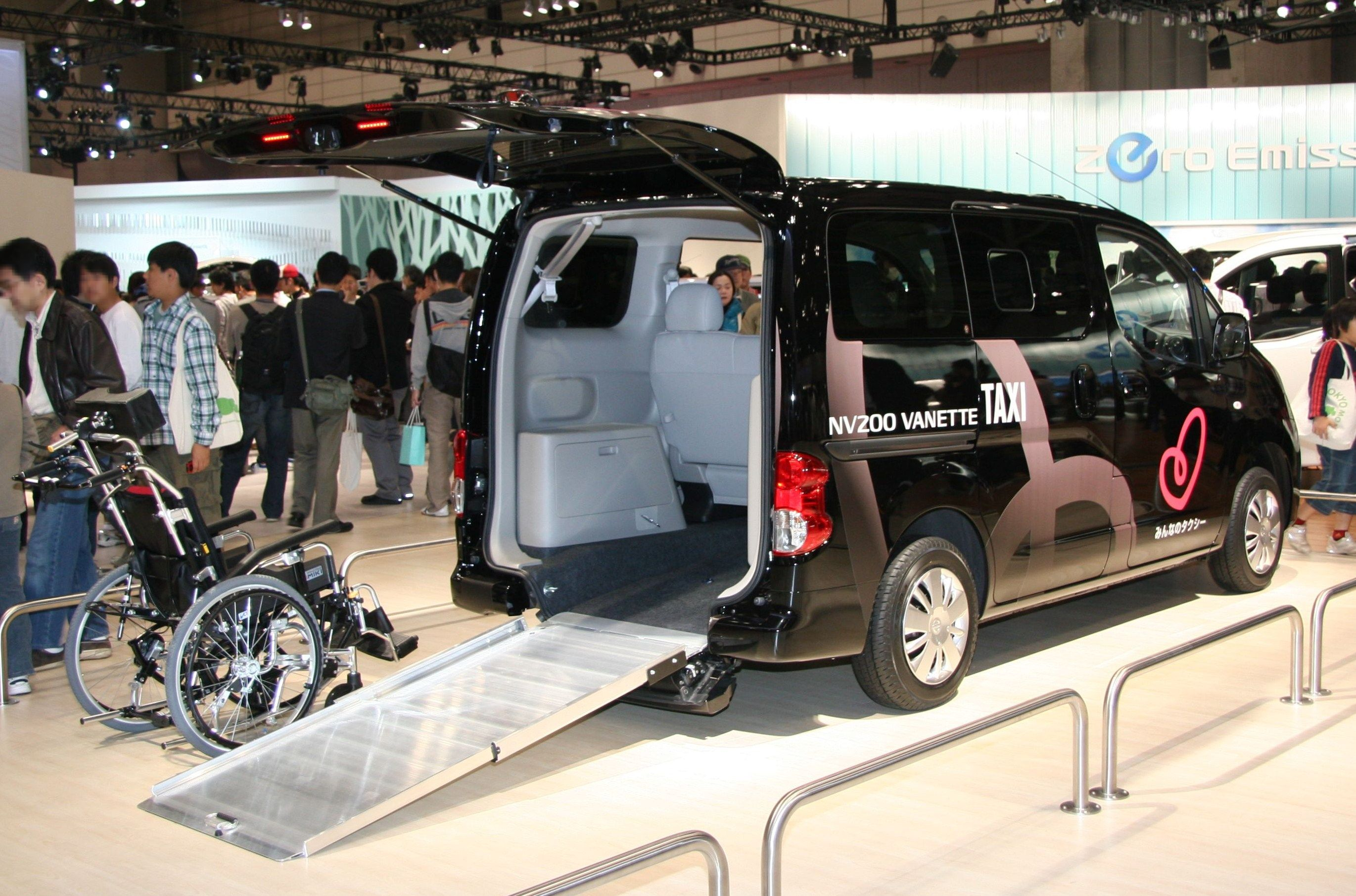
NV200 Vanette taxi, con rampa de acceso
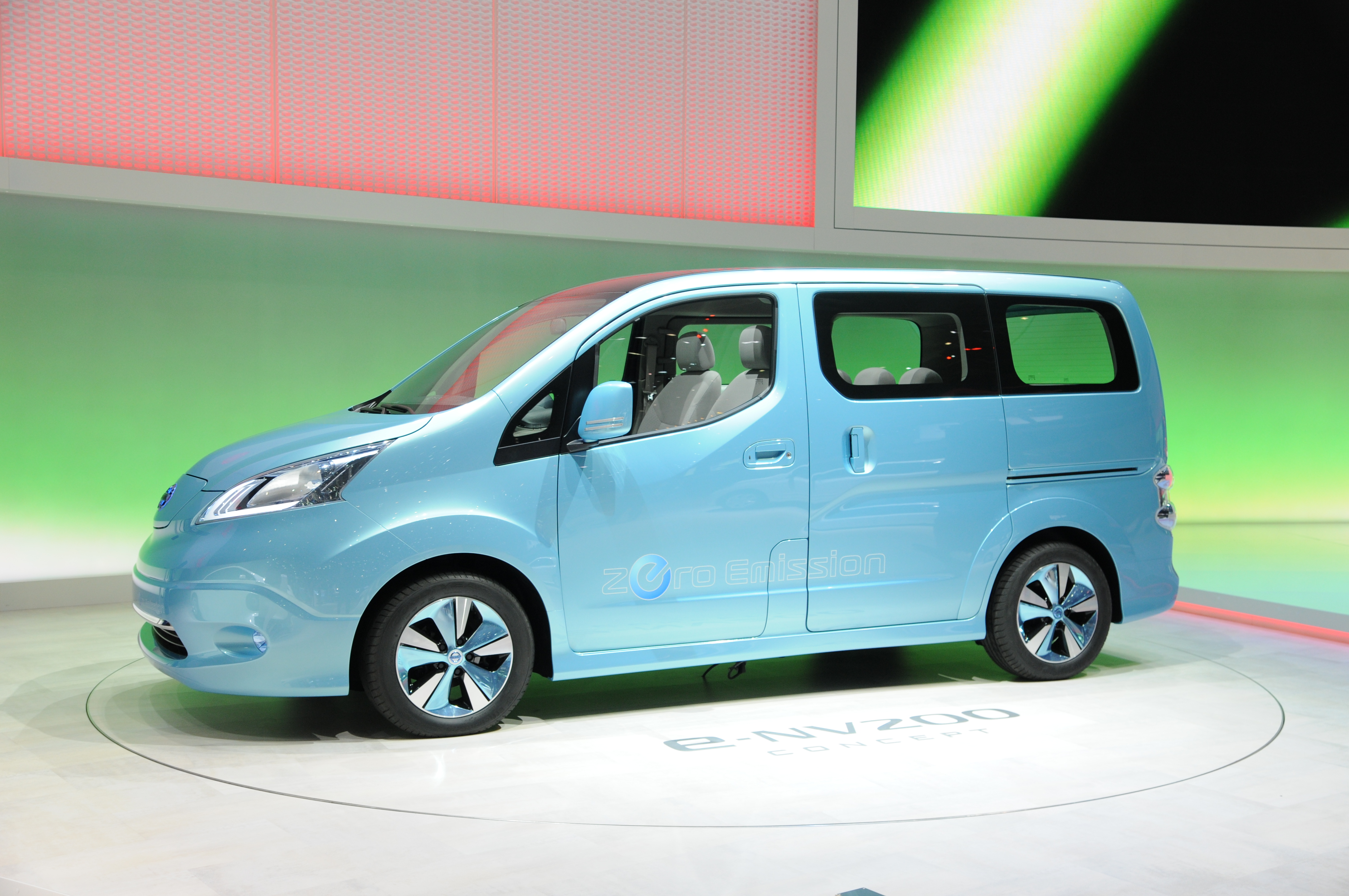
Nissan e-NV 200 en el  Geneva Motor Show de 2012
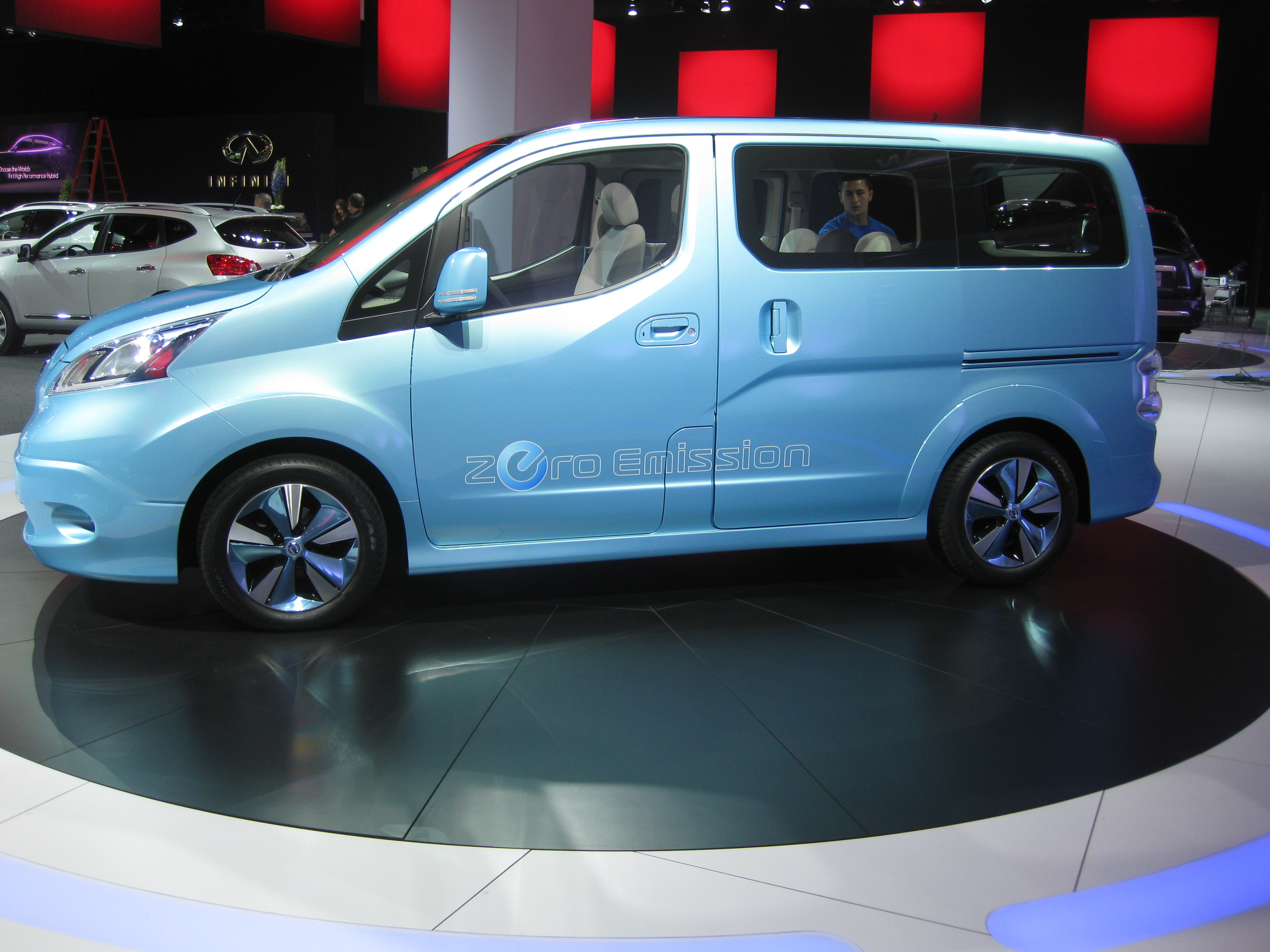
e-NV200 en enero de 2012
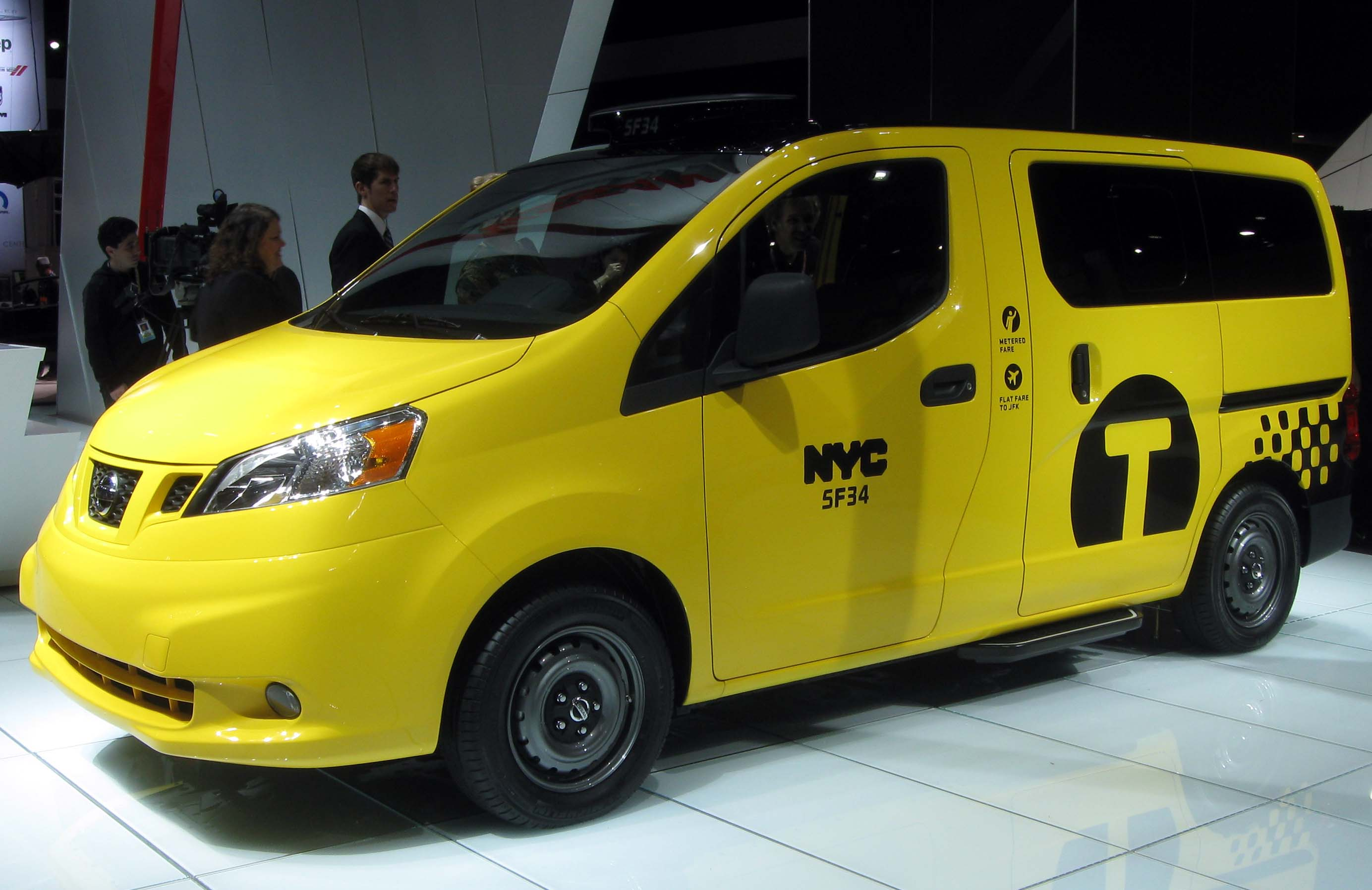
Versión taxi para Nueva York del NV200
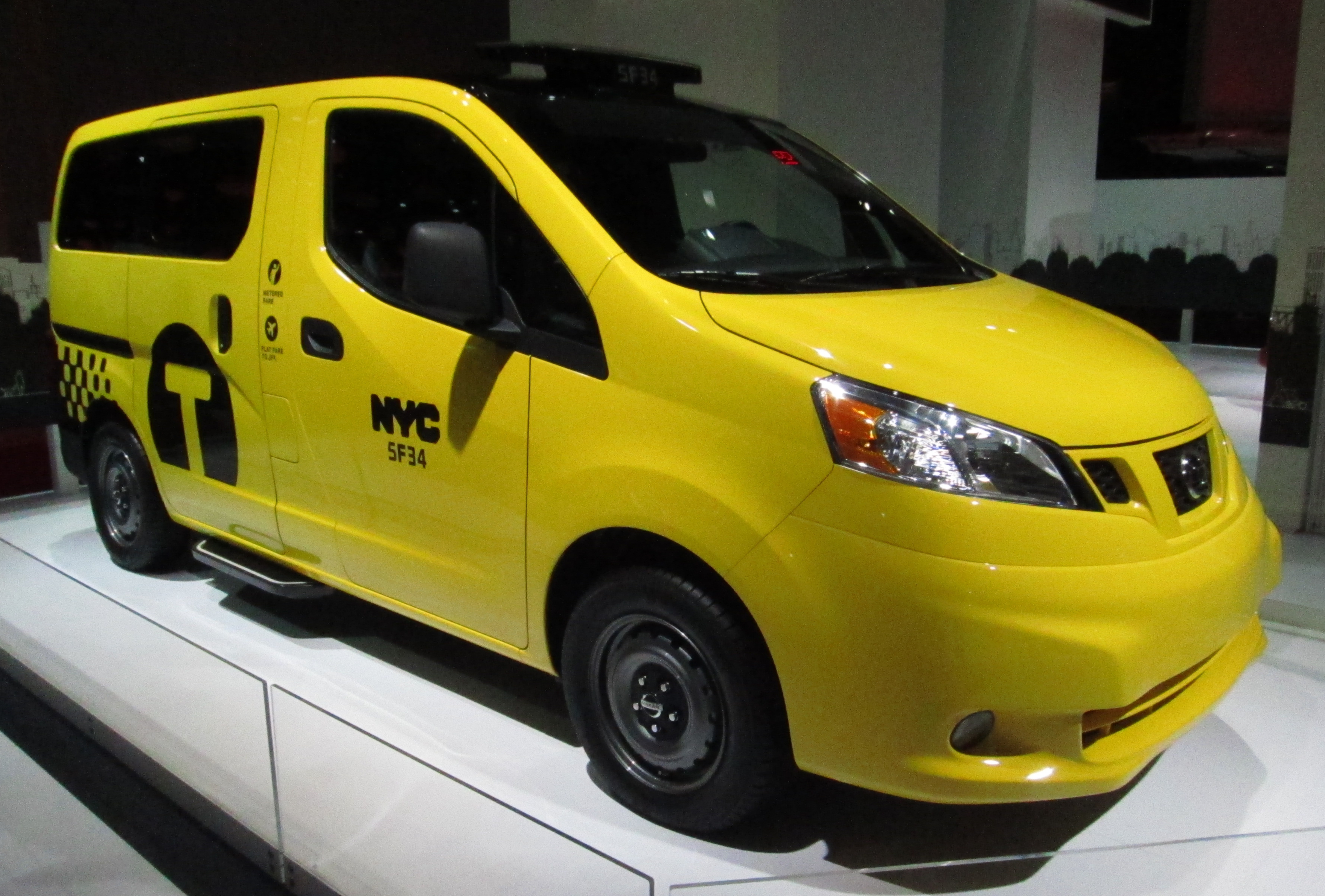
Versión taxi para Nueva York del NV200
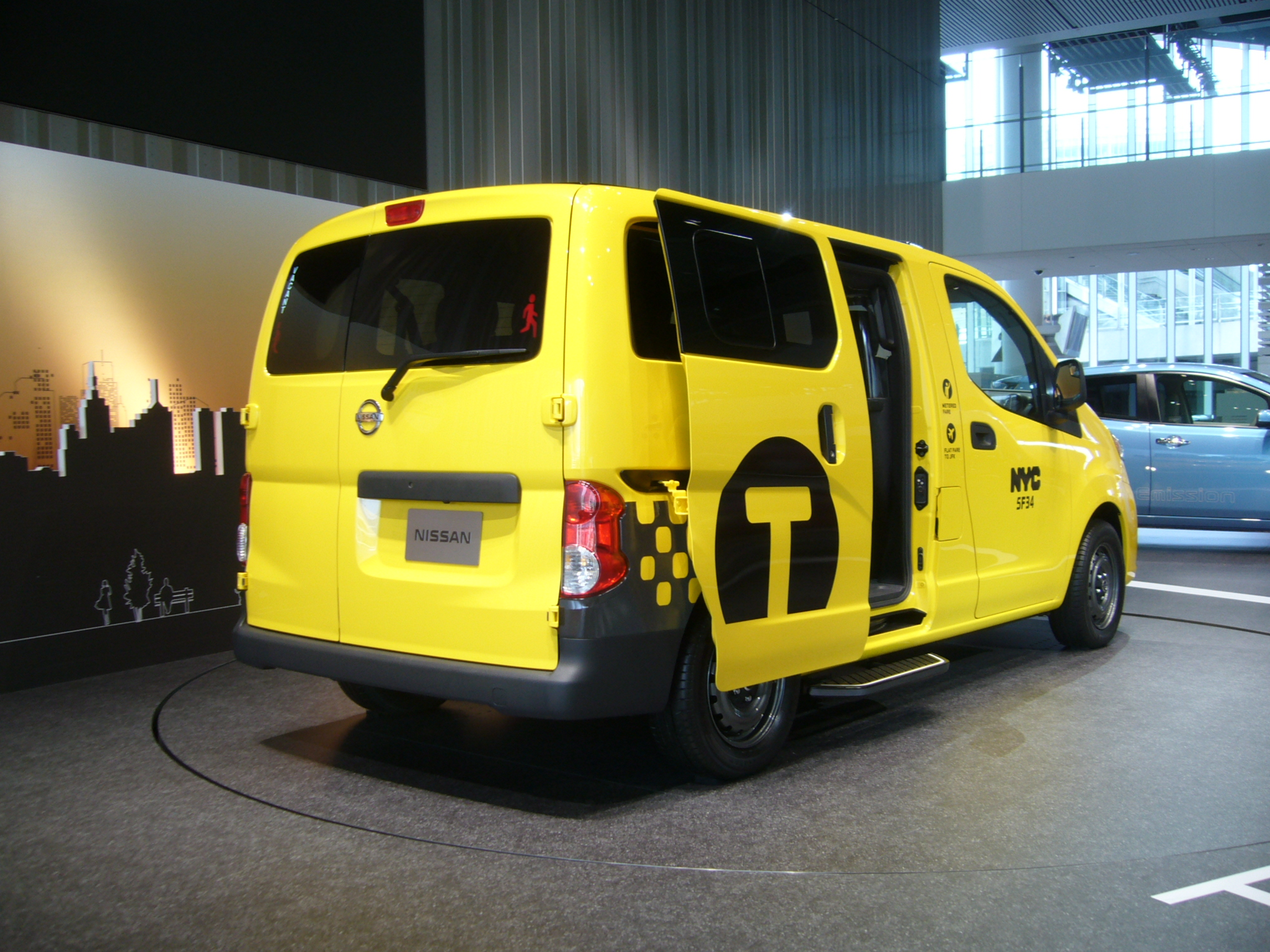
Versión taxi para Nueva York del NV200
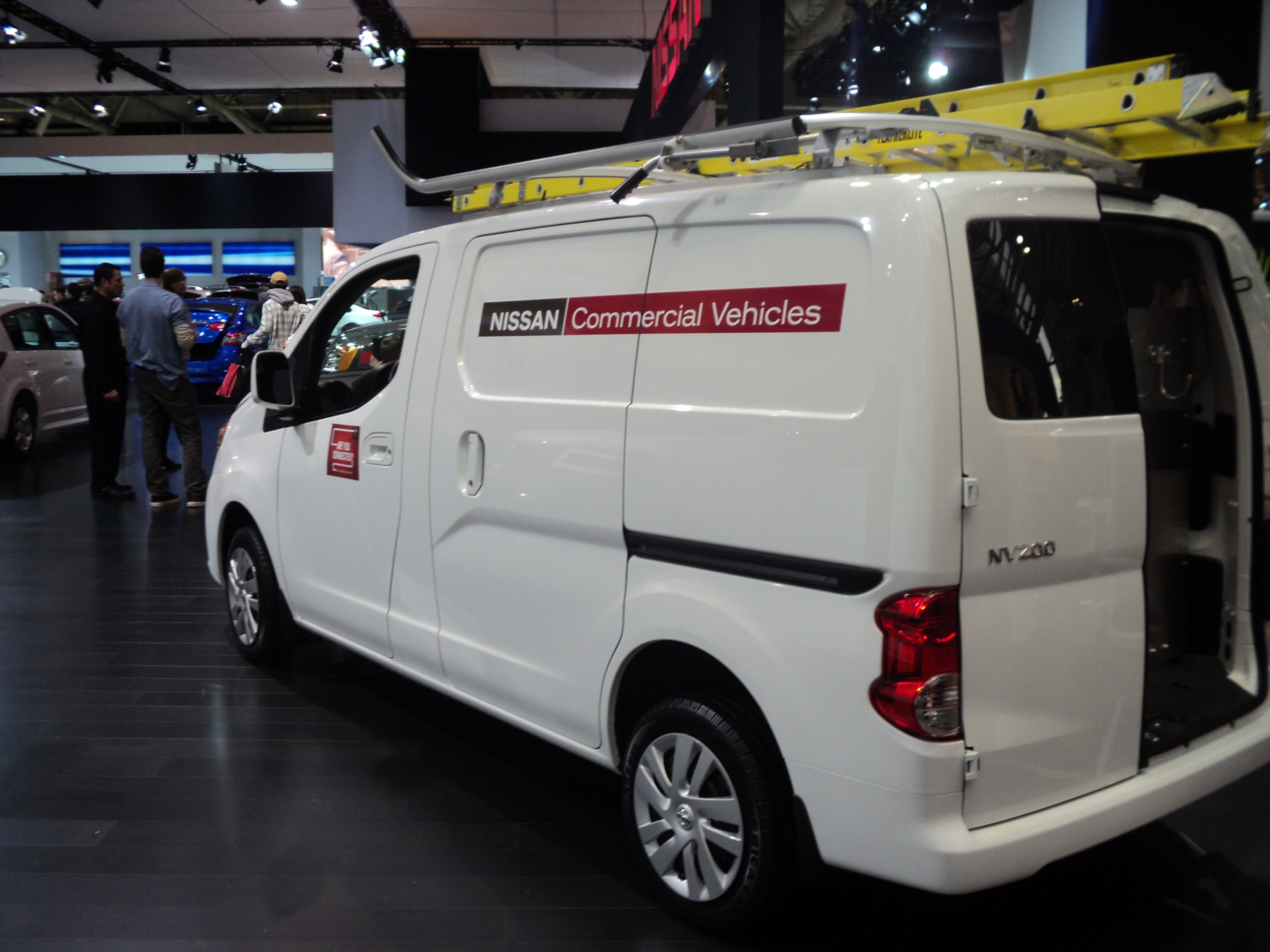
NV200 febrero 2013
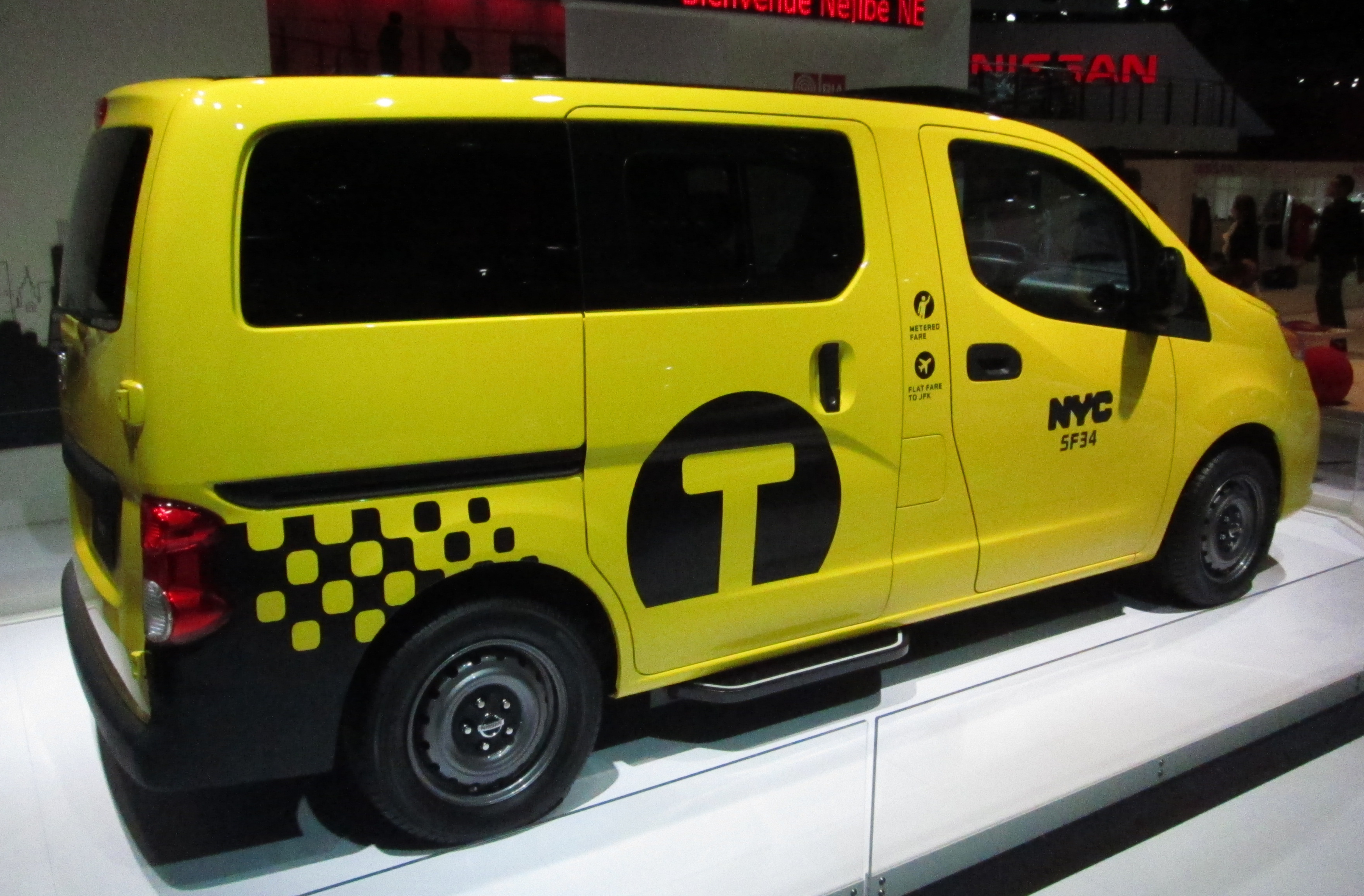
Prototipo para taxi de Nueva York
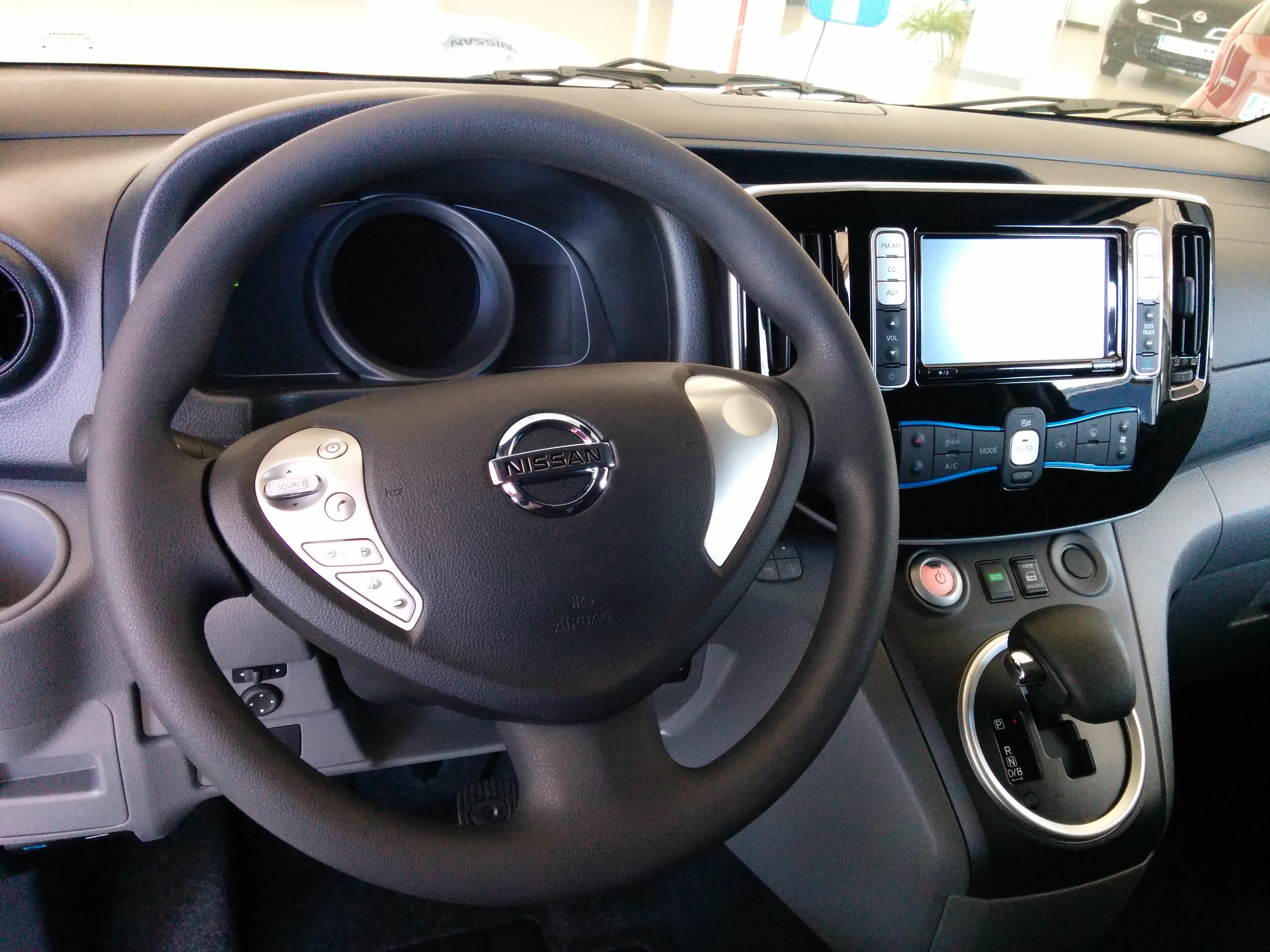
e-NV200 en julio 2014
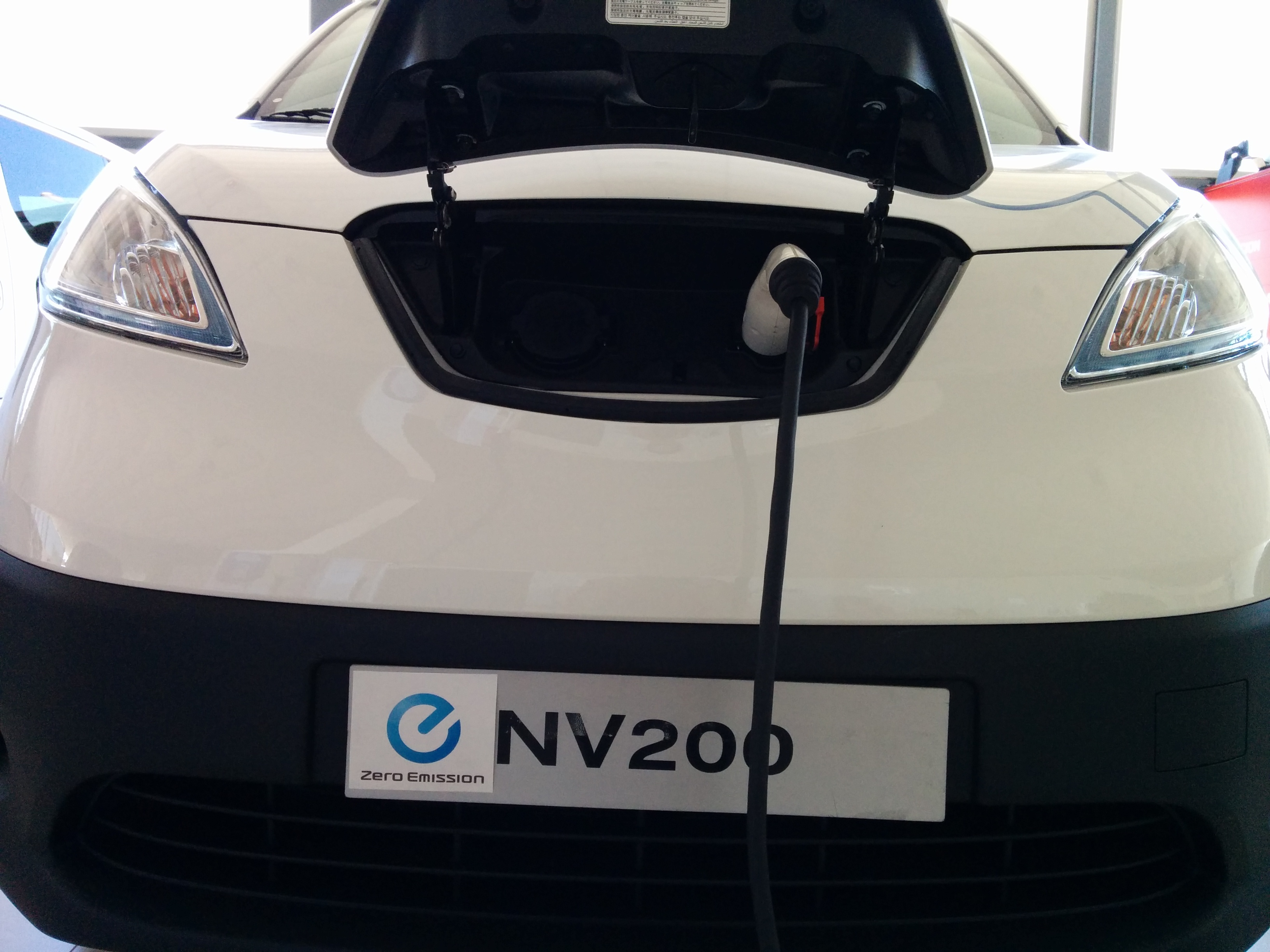
e-NV200 en julio 2014
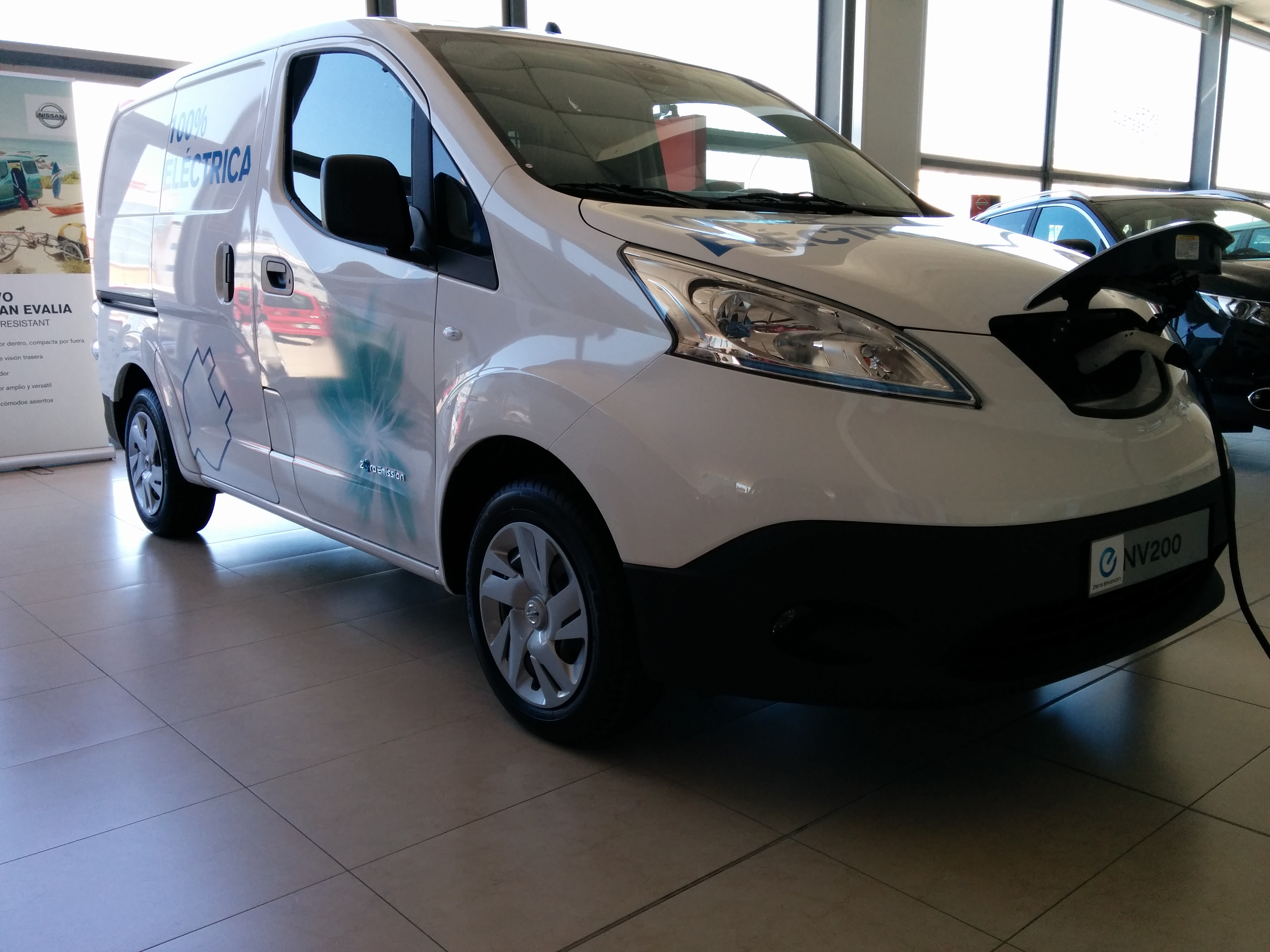
e-NV200 en julio 2014
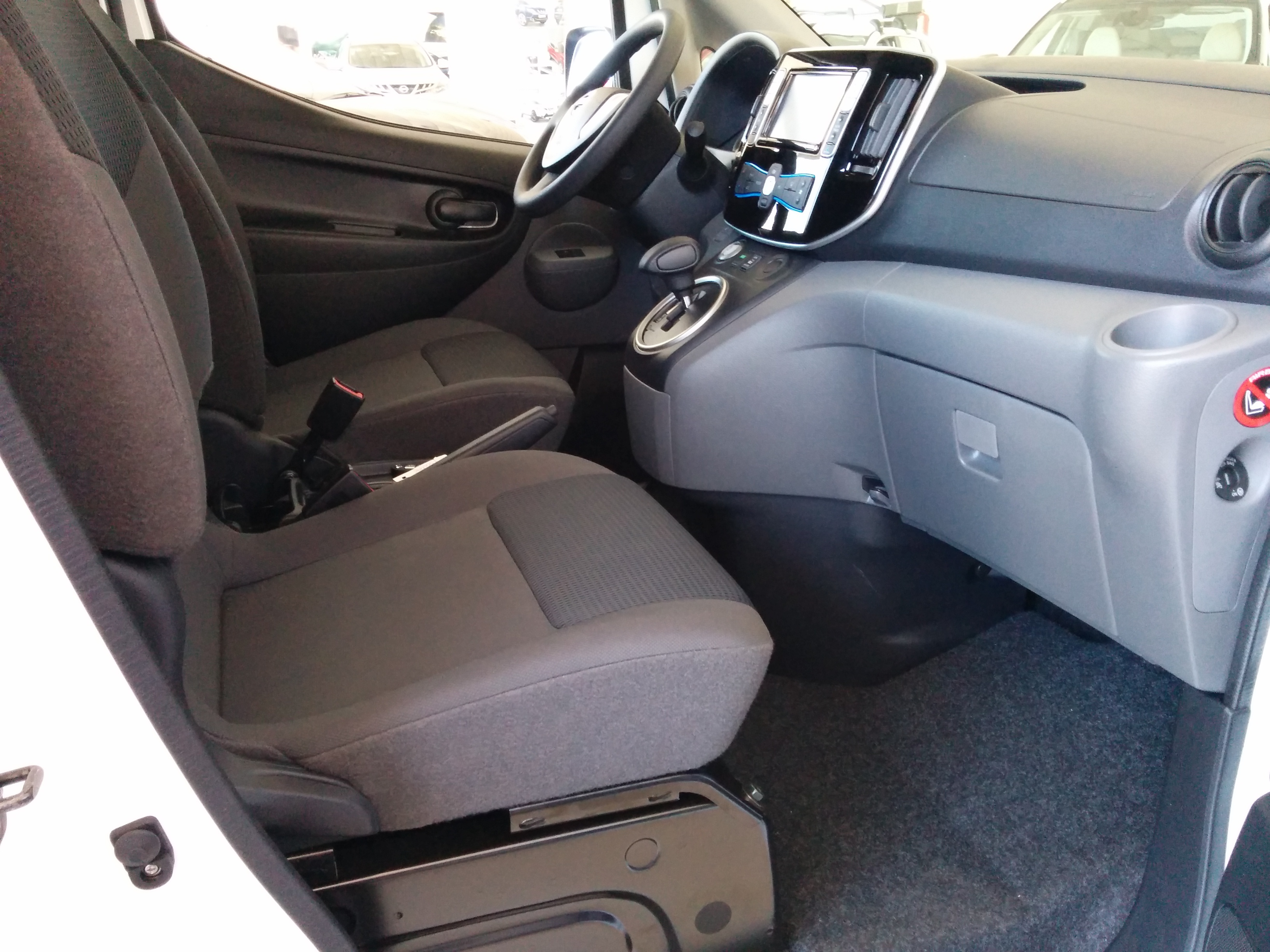
e-NV200 en julio 2014
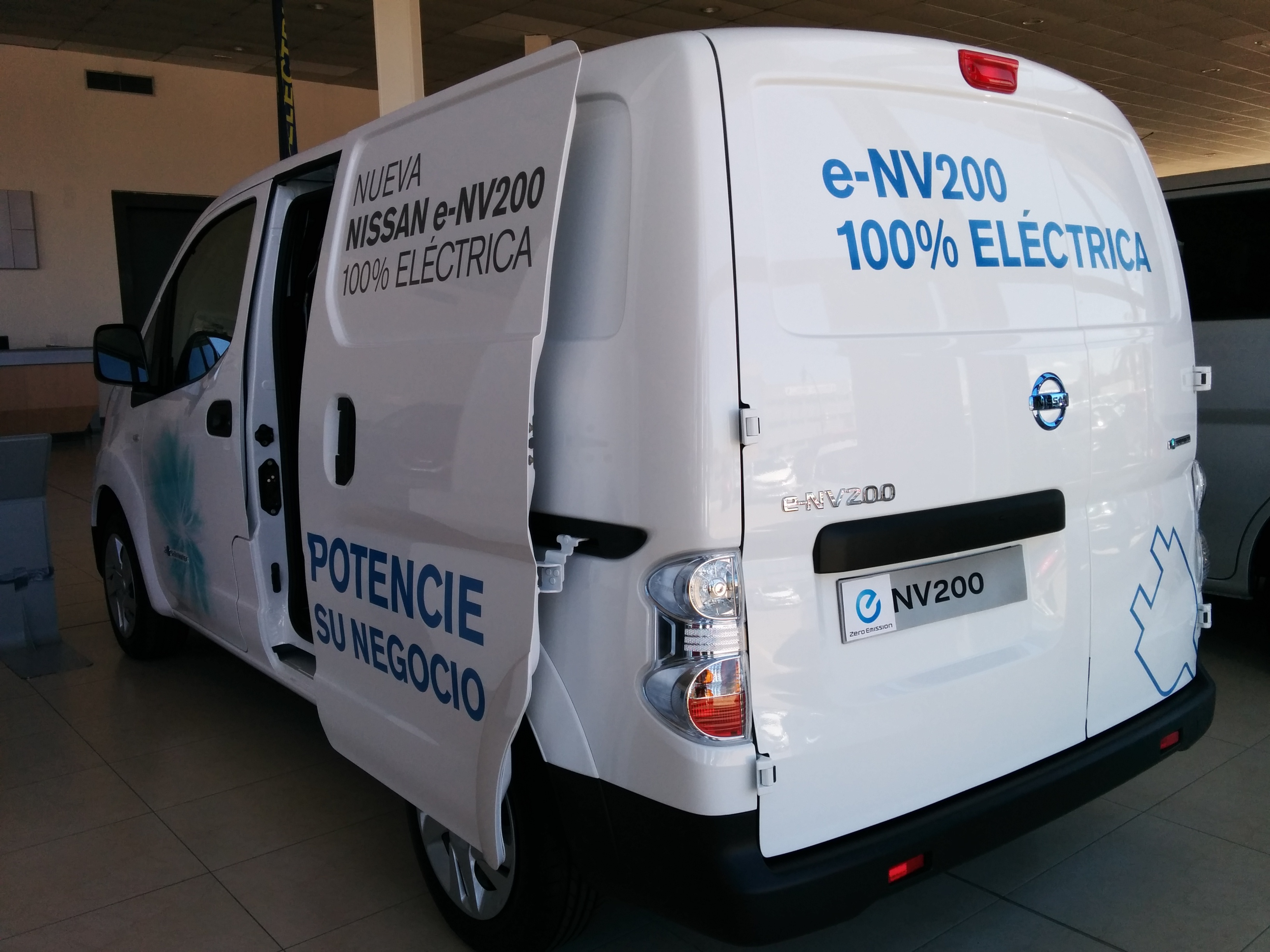
e-NV200 en julio 2014